# Lacko Moldavski
Lacko je bil vladar kneževine Moldovije v obdobju: julij 1368 - 1375. Bil je drugi sin Bogdana I. Moldavskega in njegove žene Marije, ki je bila poljskega porekla. Ime Lacko je rutinizirana oblika Laszla ← Ladislava ← Vladislava.
Lacko (slovansko Ladislav) je bil moldavski vojvoda od ok. 1367 do ok. 1375. Spreobrnil se je v rimskokatoliško vero in poskušal okrepiti avtonomijo svoje dežele z ustanovitvijo rimskokatoliške škofije, ki je bila neposredno podrejena Svetemu sedežu. V svojih zadnjih letih je sprejel nadoblast ogrskega in poljskega kralja Ludvika I.

## Življenje
Lacko je bil sin Bogdana I. Moldavskega, vojvode, ki je dosegel neodvisnost Moldavije od Ogrskega kralja Ludvika I. Očeta je nasledil okoli leta 1367. Ni natančno znano, kako je prišlo do spremembe vladavine med Petrom I. in Lackom, vendar je začetek vladavine datiran nekje med julijem 1368 in koncem leta. [4] viri omenjajo, da je leta 1368 odstavil svojega nečaka Petra I. Moldavskega. Ko je Ludvik I. Ogrski leta 1370 podedoval Poljsko od svojega strica, Kazimirja III. Poljskega, je bil Lacko postavljen pod pritisk tako z vzhoda kot s severa. Takratni sodobnik Janez Küküllő je zapisal, da so moldavski vojvode sprejeli suverenost Ludvika I. Ogrskega, kar kaže, da je bil Lacko (ali že njegov oče) prisiljen popustiti kralju. Vendar pa Janez iz Küküllőja ni določil časa podreditve, za kar zgodovinar Dennis Delatant pravi, da »ni ničesar, kar bi kazalo na to, da je bila Madžarska nadvlada bila obnovljena."

Lacko, ki je želel izkoristiti zaščito Rima v odnosu do Ogrske in Poljske, zato je papežu poslal frančiškana Nikolaja Mehlasckega in Pavla iz Švidnice s sporočilom, da so se on in njegovi ljudje pripravljeni spreobrniti v katoličanstvo in prosil za ustanovitev katoliške škofije v Siret, kamor je preselil svoje prebivališče, in za imenovanje škofa Andreja Krakovskega (Vasila Jastrzebieca), nekdanjega spovednika žene Ludvika I. Anžujskega, Elizabete.
Prvo dokumentarno potrdilo o Lacku je iz 24. julija 1370 v pismu papeža Urbana V. (s sedežem v Avignonu, pismo je datirano skoraj 5 mesecev pred smrtjo tega papeža, ki je umrl 19. decembra 1370 v Avignonu), ki je prosil škofe v Pragi, Wroclawu in Krakovu raziskati primer in ugotoviti, ali se namerava vladar Moldavije skupaj s svojimi podložniki spreobrniti v katoličanstvo.
Njihovo poročilo je prejel njegov naslednik, papež Gregor XI., ki je leta 1371 pooblastil Florijana Mokrskega, da posveti poljskega škofa Andrzeja Jastrzębeca s svojim sedežem v Siretu. Nova škofija je bila neposredno podrejena Svetemu sedežu. Papež mu je podelil naslov »vojvoda moldavskih delov ali ljudstva Vlaške« (dux Moldaviensis partium seu nationis Wlachie). Lackova žena Ana in njegova hči Anastazija se nista spreobrnili v katoličanstvo.
Natančen datum njegove smrti ni znan. Umrl je ali okoli leta 1374 ali leta 1375. Lacko je bil pokopan v (pravoslavnem) Samostanu Bogdana v Radavci (Rădăuți) poleg svojega očeta. Malo je znanega o vzroku njegove smrti. Po Litvansko-Rusinski kroniki iz 15. stoletja so Vlahi izvolili kneza Jurija Korjatoviča za vojvodo. Drugi viri navajajo, da je Jurij pridobil vladavino nad delom Moldavije leta 1374.
Po ugotovitvah zgodovinarja A. Boldurja je bila Lackova hčerka Anastazija poročena z Jurijem Korjatovičem, njuna otroka pa sta bila Juga Ologul in Ana, žena Aleksandra I. Moldavskega. Ta hipoteza je bila močno kritizirana, saj ni temeljila na virih. Pravzaprav se je Anastazija poročila z Romanom I. Moldavskim in imela skupaj sina Aleksandra I. Moldavskega.